# Pieter van Asch
Pieter Jansz. van Asch (Delft, 1603 - aldaar, mei 1678) was een Nederlands kunstschilder en illustrator.

## Biografie
Hij werd geboren in Delft, als zoon van de portretschilder Jan van Asch en hij werd lid van de Gilde van St. Lucas in juli 1623. Volgens Houbraken, specialiseerde hij zich in kleine landschappen, maar zijn productiviteit werd gehinderd door de zorg voor zijn ouders. De schilder Jan Verkolje was bevriend met hem. 
Hij schilderde vooral landschappen met olieverf in barokstijl. Zijn werken worden beïnvloed door de schilders als Pieter de Bloot, Jan Both, Joachim Camphuysen, Anthonie van der Croos, Jan van Goyen en Jan Sonjé. Hij had op zijn beurt invloed op de schilder Jacobus Coert. 
Hij stierf in mei 1678 en werd op 6 juli 1678 begraven in de Oude Kerk te Delft.
In 1675 maakte Van Asch een nauwkeurige tekening van Overschie. Om deze reden werd op 17 februari 1932 door het College van Burgemeester en wethouders van de toenmalige gemeente Overschie (Rotterdam) besloten een straat naar hem te vernoemen. Aan deze straat heeft jarenlang, de Pieter van Aschschool bestaan.

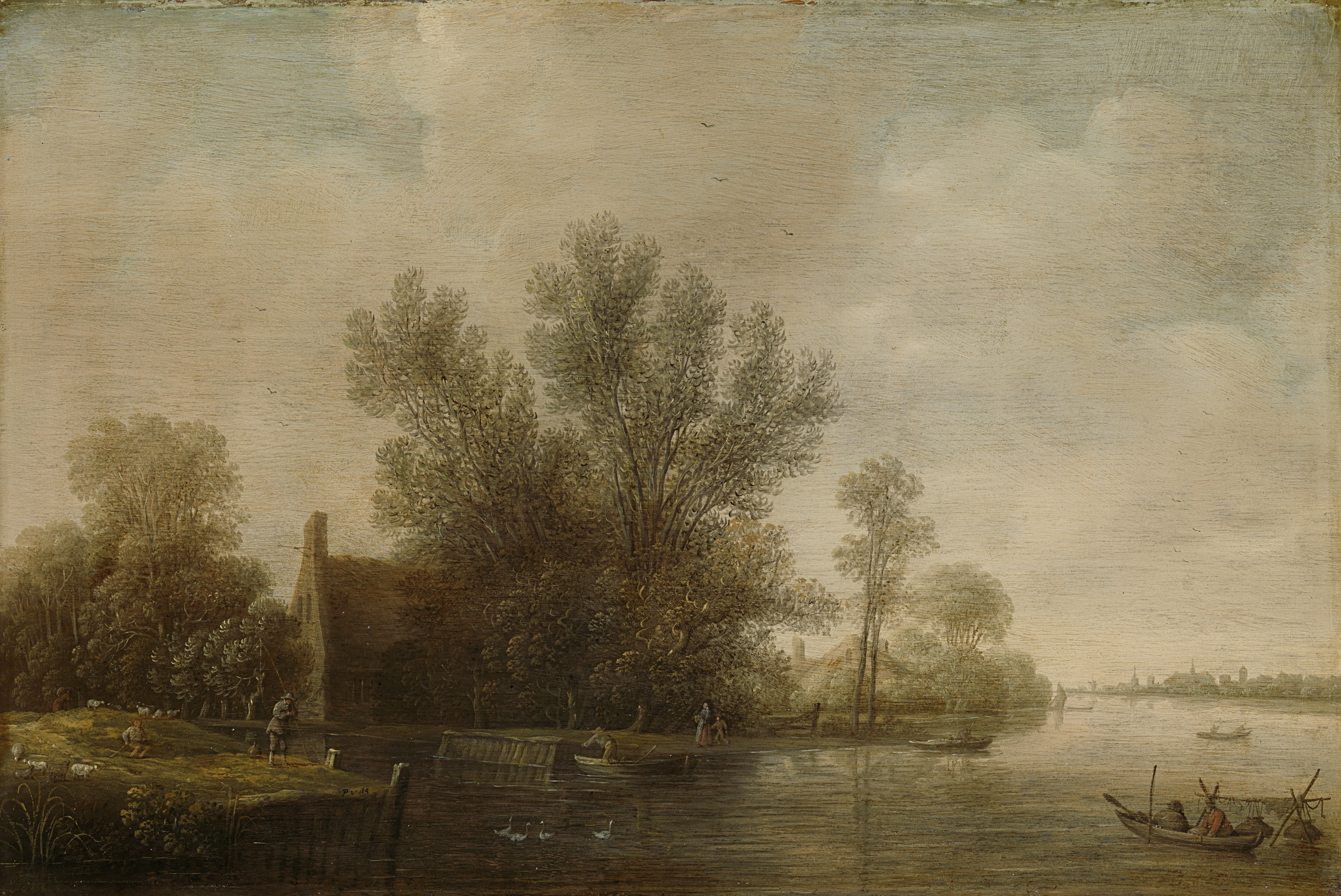
Rivierlandschap, ca. 1640.
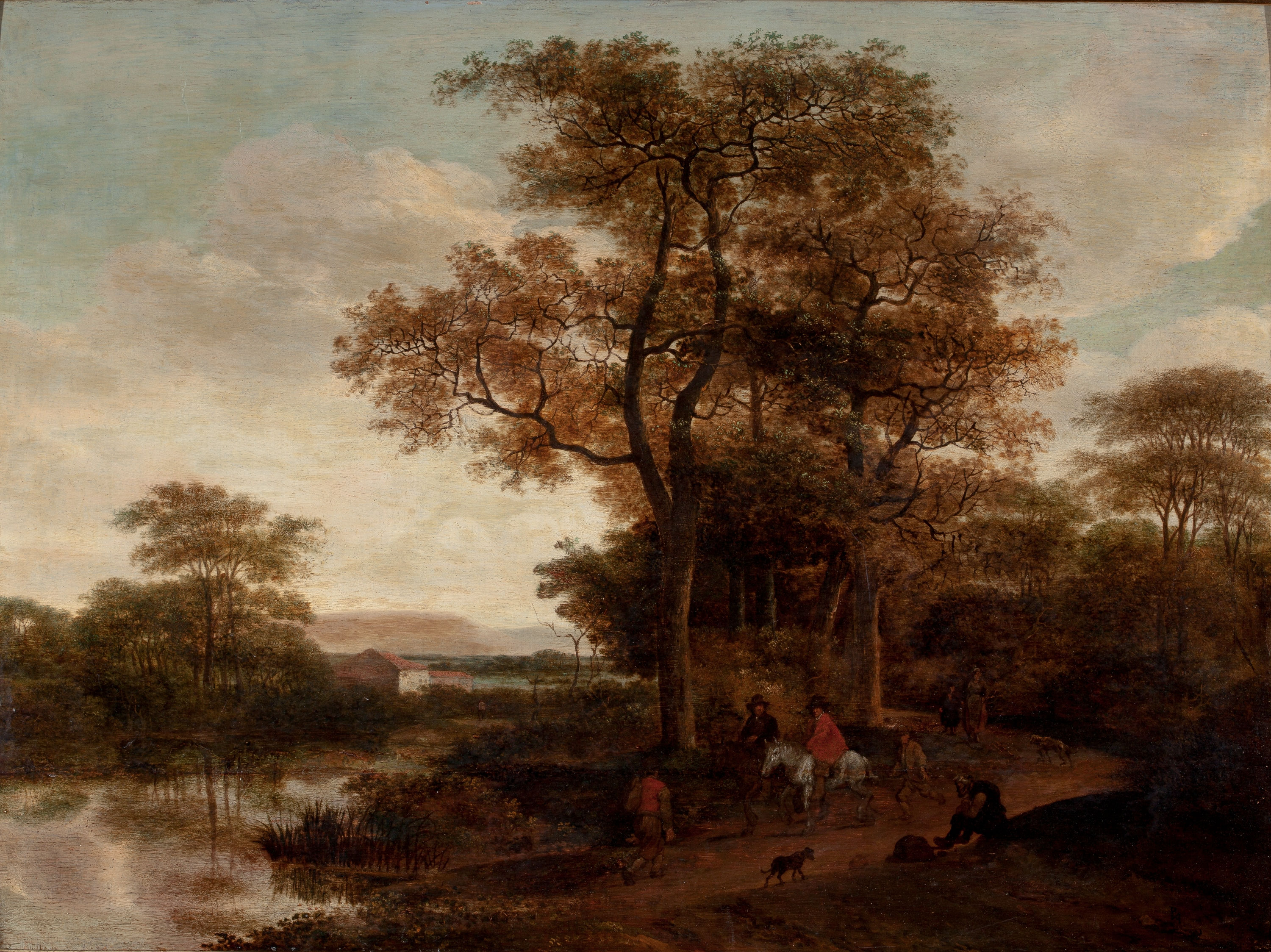
Landschap met reizigers.
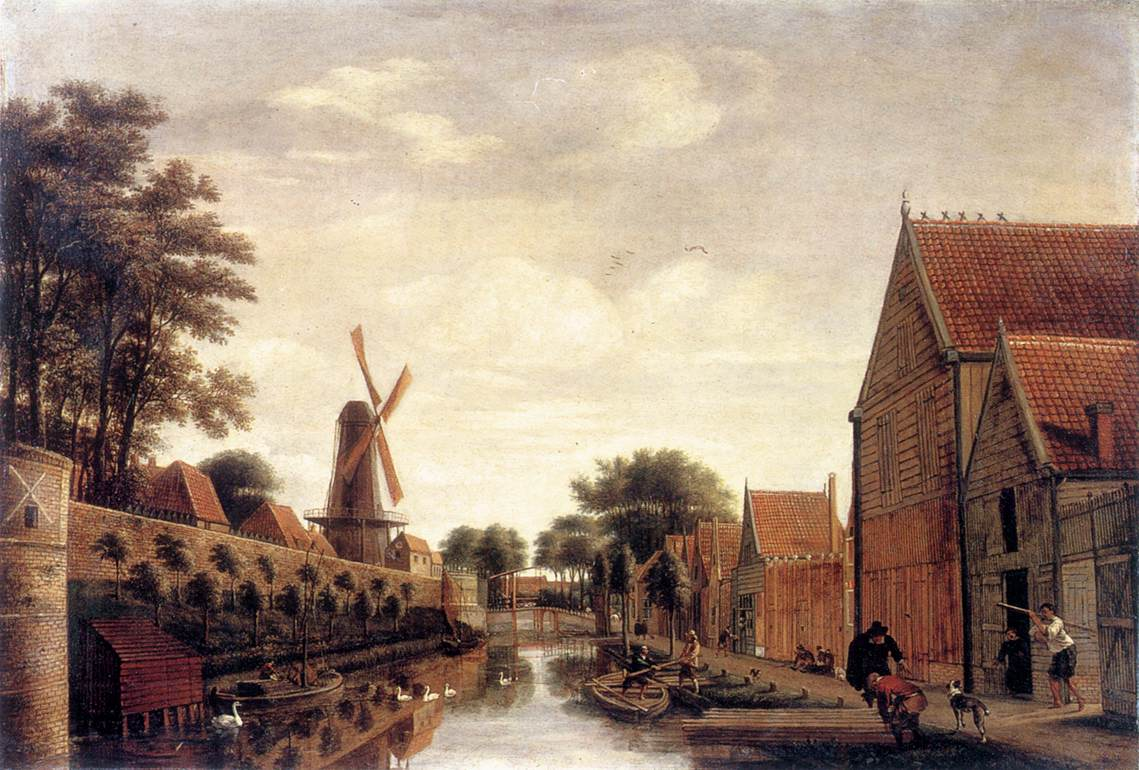
Delft, ca. 1650.
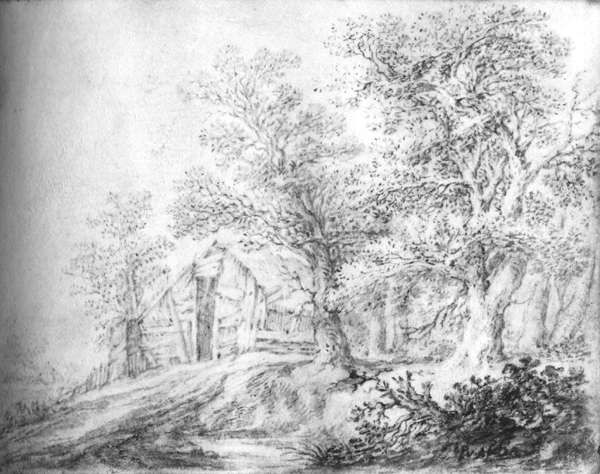
Landschap, tussen 1635 en 1641.

- Biblioteca Nacional de España: XX5629582
- Bibliothèque nationale de France: cb16297086f (data)
- Biografisch Portaal: 15828991
- Digitale Bibliotheek voor de Nederlandse Letteren: asch006
- Gemeinsame Normdatei: 1024481476
- International Standard Name Identifier: 0000 0000 7065 1694
- KulturNav: 4d3feaab-6163-46f4-aa84-78eabe11f36b
- RKD-Nederlands Instituut voor Kunstgeschiedenis: 2693
- Union List of Artist Names: 500028325
- Virtual International Authority File: 95856519
- WorldCat: E39PBJh8VcjKxMJCtxb8cV74MP